# Faydee
Fady „Faydee” Fatrouni (ur. 2 lutego 1987 w Sydney) – australijski wokalista, autor tekstów oraz producent. Ponadto, jest on ambasadorem Bully Free Australia Foundation.

## Wczesne życie i edukacja
Faydee urodził się 2 lutego 1987 roku w Sydney. Jego rodzice pochodzą z Trypolisu w Libanie. Ma brata – Jawad'a i siostrę – Mariam. Przyjaźni się z Jamesem Yammouni z popularnej grupy youtuberów – Janoskians. Zainteresował się muzyką dzięki kuzynom, którzy nagrywali bity i rap oraz śpiewali do nich dla rozrywki. Mając trzynaście lat zaczął pisać i nagrywać muzykę w ich sypialni.

## Single
- 2008: "Never Ever"
- 2010: "Shelter Your Heart"
- 2010: "I Should've Known" (Faydee featuring Manny Boy)
- 2011: "Fallin' (Ya Gamil)" (Faydee produced by Divy Pota)
- 2011: "Better Off Alone"
- 2011: "Mistakes"
- 2011: "Say My Name"
- 2011: "Getaway" (Manny Boy featuring Faydee)
- 2012: "Talk to Me"
- 2012: "Forget The World"
- 2012: "Laugh Till You Cry" (Faydee featuring Lazy J)
- 2013: "Unbreakable" (Faydee featuring Miracle)
- 2013: "Psycho"
- 2013: "Far Away"
- 2013: "Catch Me"
- 2013: "I Got U" (Faydee & Sabrina)
- 2013: "Can't Let Go"
- 2014: "Dangerous" (Moody featuring Faydee)
- 2014: "You Deserve Better"
- 2014: "Mad in Love" (Lazy J featuring Faydee)
- 2014: "Beautiful Girl" (Costi & Faydee)
- 2014: "Habibi (I Need Your Love)" (Shaggy / Mohombi / Faydee / Costi) 
  - "Habibi" (Galena & Faydee)
  - "Habibi (Улыбнись и все Ок)" (Shahzoda, Faydee, Dr. Costi)
- 2014: "Maria" – złota płyta w Polsce[2]
- 2014: "In the Dark"
- 2015: "Move on (C'est la Vie)"
- 2015: "Who" (feat. Claydee)
- 2015: "Live Forever" (DJ James Yammouni feat. Faydee)
- 2015: "Lullaby"
- 2015: "Sun Don't Shine"
- 2016: ''Legendary EP" (Legendary, Ya Linda, Jealous, Amari, If I didn't love you)
- 2016: "Burn It Down" (with Ahzee)
- 2016: "Love In Dubai" (Dj Sava feat. Faydee)
- 2017: "Ön My Way" (James Yammouni & Adam Saleh)
- 2019: "Salam"
- 2019: "Trika Trika" (feat. Antonia)
- 2020: "Aywa" (feat. Valderrama)
- 2020: "Hala"

## Nagrody
- Najlepszy Artysta Europejski (Big Apple Music Awards 2015, Hamburg, Niemcy, 12 września 2015 r.)
- Hit Roku (Big Apple Music Awards 2015, Hamburg, Niemcy, 12 września 2015 r.) za piosenkę "Habibi (I Need Your Love)" nagraną wspólnie z Mohombi, Costi i Shaggy.